# Championnat d'Écosse de football 1901-1902
Navigation
Édition précédente Édition suivante
La 12e édition du championnat d'Écosse de football est remportée par les Rangers FC. C’est le cinquième titre national du club de Glasgow, le quatrième consécutif. Il gagne avec deux points d’avance sur le Celtic FC. Les Heart of Midlothian complètent le podium. 
Le championnat se réorganise et revient vers une formule classique avec un nombre d’équipes pair, 10 en l’occurrence.
À la fin de la 11e saison, un seul club est relégué : Partick Thistle. À l’opposé, aucun club n’est promu en première division.
Avec 10 buts marqués, William Maxwell de Third Lanark AC  remporte le titre de meilleur buteur du championnat.

## Les clubs de l'édition 1901-1902
| Club                              | Ville      |
| --------------------------------- | ---------- |
| Celtic Football Club              | Glasgow    |
| Dundee Football Club              | Dundee     |
| Greenock Morton Football Club     | Greenock   |
| Heart of Midlothian Football Club | Édimbourg  |
| Hibernian Football Club           | Leith      |
| Kilmarnock Football Club          | Kilmarnock |
| Queen's Park Football Club        | Glasgow    |
| Rangers Football Club             | Glasgow    |
| Saint Mirren Football Club        | Paisley    |
| Third Lanark Athletic Club        | Glasgow    |

## Compétition

### Classement
Le classement est établi sur le barème de points classique (victoire à 2 points, match nul à 1, défaite à 0).
| Rang | Équipe              | Pts | J  | G  | N | P  | Bp | Bc | Diff |
| ---- | ------------------- | --- | -- | -- | - | -- | -- | -- | ---- |
| 1    | Rangers FC          | 28  | 18 | 13 | 2 | 3  | 43 | 29 | +14  |
| 2    | Celtic FC           | 26  | 18 | 11 | 4 | 3  | 38 | 28 | +10  |
| 3    | Heart of Midlothian | 22  | 18 | 10 | 2 | 6  | 32 | 21 | +11  |
| 4    | Third Lanark AC     | 19  | 18 | 7  | 5 | 6  | 30 | 26 | +4   |
| 5    | Saint Mirren        | 19  | 18 | 8  | 3 | 7  | 29 | 28 | +1   |
| 6    | Hibernian FC        | 16  | 18 | 6  | 4 | 8  | 36 | 24 | +12  |
| 7    | Kilmarnock FC       | 16  | 18 | 5  | 6 | 7  | 21 | 25 | -4   |
| 8    | Queen's Park FC     | 14  | 18 | 5  | 4 | 9  | 21 | 32 | -11  |
| 9    | Dundee FC           | 13  | 18 | 4  | 5 | 9  | 16 | 31 | -15  |
| 10   | Greenock Morton     | 7   | 18 | 1  | 5 | 12 | 18 | 40 | -22  |

|  | Champion d'Écosse |
|  | Relégation        |

## Bilan de la saison
| Tableau d'Honneur                |              |
| Compétition                      | Vainqueur    |
| Championnat d'Écosse de football | Rangers FC   |
| Coupe d'Écosse de football       | Hibernian FC |

| Promotions et relégations |                                          |
| Promus                    | Partick Thistle FC Port Glasgow Athletic |
| Relégués                  | Aucun                                    |

## Statistiques

### Meilleur buteur
- William Maxwell, Third Lanark AC, 10 buts